# Menneskerettighederne
Udtrykket Menneskerettighederne dækker almindeligvis over Verdenserklæringen om Menneskerettighederne, som blev vedtaget af FN's generalforsamling den 10. december 1948. Menneskerettigheder skal beskytte det enkelte individ mod overgreb fra staten.

## Historie
Historisk rækker bestræbelserne på at formulere basale rettigheder langt tilbage i tiden. Det engelske Magna Carta fra den 15. juni 1215 indeholder principper, som stadig er gældende. Det drejer sig om ideer som frihed og demokrati, retsprincippet om at alle er lige for loven samt sikring af ejendomsretten.
Disse ideer spredte sig i 1700-tallet: den finske borgmester Alexander Kepplerus fremsendte en memorial til den svenske rigsdag i 1770 om at udviske de sociale skel mellem den privilegerede adel og uprivilegerede bønder ved at give fælles rettigheder for alle, muligvis inspireret af fysiokraterne. I Danmark blev en række principper for god regeringsskik formuleret af P.F. Suhm, herunder: religionsfrihed; "frihed til at tænke, tale og skrive, som han vil"; og bøndernes frihed til at eje egen jord. Mest kendt i datiden blev dog Jean-Jacques Rousseaus agitatoriske værk "Samfundspagten", hvori han formulerede borgernes rettigheder og pligter. Menneskerettigheder blev også nedskrevet i de amerikanske enkeltstaters forfatninger, således i Virginias forfatning af 12. juni 1776. Man kan således sige, at disse tanker fik deres gennembrud i det 18. århundrede og siden levede videre i blandt andet USA's uafhængighedserklæring fra 1776 og i Den franske Menneskerettighedserklæring fra 1789.
Grundlæggende menneskerettigheder er blevet anset for at være umistelige som en stoicistisk naturret – en tanke der har rod helt tilbage til det antikke Grækenland, og som har sin pendant i USA's uafhængighedserklæring: "Vi anser disse sandheder for selvindlysende, at alle mennesker er skabt lige, og at de af deres skaber har fået visse umistelige rettigheder, heriblandt retten til liv, frihed og stræben efter lykke."

## FNs Menneskerettighedserklæring
Vedtagelsen af FN's Menneskerettighedserklæring skete under indtryk af de mange overgreb mod civilbefolkningerne, som var begået under den 2. verdenskrig. Der var 48 lande, som stemte for vedtagelsen, mens 8 lande afholdt sig fra at stemme (Hviderusland, Tjekkoslovakiet, Polen, Saudi-Arabien, Ukraine, Sydafrika, Sovjetunionen og Jugoslavien), ingen lande stemte imod. I dag har hovedparten af FN's 192 medlemslande underskrevet erklæringen.
Verdenserklæringen omfatter 30 artikler om menneskers borgerlige, politiske, økonomiske, sociale og kulturelle rettigheder. Verdenserklæringen er det menneskerettighedsdokument, der er mest kendt, og som har den største udbredelse. Erklæringen er ikke juridisk bindende for de stater, der har underskrevet den, men den er gennem årene blevet brugt som en moralsk rettesnor og politisk handlingsplan for udvikling af menneskerettighederne både i FN og i regionale organisationer som f.eks. Europarådet.

## Den Europæiske Menneskerettighedskonvention
Den Europæiske Menneskerettighedskonvention danner i Europa det retslige grundlag for sikring af menneskerettigheder – helt i tråd med indledningen til erklæringen, hvor betydningen af opbakningen fra lokale love understreges af ordene: "Det er af afgørende betydning, at menneskerettighederne beskyttes af loven, hvis ikke mennesket som en sidste udvej skal tvinges til at gøre oprør mod tyranni og undertrykkelse".
I Danmark prægede tankerne om personlige rettigheder også Grundloven fra 1849, men hverken den oprindelige eller revisionen fra 1953 er særlig orienteret mod sociale eller socioøkonomiske rettigheder. Danmark ratificerede dog FN's konventioner om henholdsvis civile og politiske og økonomiske og sociale og kulturelle rettigheder i 1966. Den Europæiske Menneskerettighedskonvention er fra 1992 blevet en del af dansk lov og regulerer civile og politiske rettigheder. Den Europæiske Socialpagt er fra 1961. Danmark ratificerede ikke socialpagten i første omgang, men blev senere ratificeret (1965). De fleste af FN’s særkonventioner på menneskerettighedsområdet er også tiltrådt.

## Udøvelse
Der er stor forskel på hvordan menneskerettighederne imødekommes rundt omkring i verden. I Vesten er tendensen at borgerlige og politiske rettigheder dominerer, mens det i de gamle sovjetrepublikker og i Asien i højere grad er sociale og kulturelle rettigheder, der lægges vægt på. Mange menneskerettighedsforkæmpere finder at menneskerettighederne er under stadigt større pres – ikke mindst efter 11. september 2001 – som konsekvens af den førte politik i kampen mod terror. Eksempelvis angives det at terrormistænkte, med hensyn til deres retssikkerhed, ikke kan forvente respekt for menneskerettighederne fra myndighedernes side.
Trods en udbredt opfattelse af at Danmark er blandt de førende i verden, når det gælder overholdelse af menneskerettighederne, møder den danske stat kritik fra for eksempel Amnesty International, Human Rights Watch samt Det Europæiske Agentur for Fundamentale Rettigheder. Kritikken retter sig mod stramninger overfor udlændinge og flygtninges ret til familieliv, mod udvidede beføjelser til politiet og mod begrænsning af ytringsfriheden.
Amnesty International, Mellemfolkeligt Samvirke, Børnefonden, Red Barnet, Folkekirkens Nødhjælp og Dansk Røde Kors er nogle af de organisationer, som støtter op om menneskerettighederne med forskellige former for støtte. Hvor Børnefonden og Red Barnet har børnerettighederne for øje for derigennem at skabe debat om børns vilkår, koncentrerer Amnesty International sig om krænkelse af menneskerettighederne generelt. Folkekirkens Nødhjælp og Mellemfolkeligt Samvirke ser rettigheder og ligestilling mellem kønnene som vigtige forpligtelser[kilde mangler]. Dansk Røde Kors støtter med humanitær hjælp med afdelinger i 186 lande.[kilde mangler]